# Cratere Burney
Burney è un cratere sulla superficie di Plutone.
Il nome è stato dedicato a Venetia Burney, la giovane (11 anni) nota come la prima ad avere suggerito il nome Plutone per il pianeta nano scoperto da Clyde Tombaugh nel 1930.